# Єльниця (річка)
Єльниця, Ільниця — річка у Камінь-Каширському районі Волинської області, ліва притока Циру (басейн Дніпра).

## Опис
Довжина річки приблизно 7 км. Висота витоку річки над рівнем моря — 183 м, висота гирла — 158 м, падіння річки — 25 м, похил річки — 3,58 м/км.

## Розташування
Бере початок у лісовому масиві урочища Майдан на південно-західній стороні від села Яловацька. Тече переважно на північний захід через село Залісся і на південно-західній стороні від села Підцир'я впадає у річку Цир, праву притоку Прип'яті (стариці).